# Kostel Všech svatých (Bratrušov)
Kostel Všech svatých v Bratrušově je pozdně renesanční stavbou z roku 1603. V roce 1964 byl zapsán mezi kulturní památky.

## Historie kostela
Kostel byl postaven v roce 1603 a měl sloužit nekatolickým bohoslužbám; nechal jej vystavit Jan ze Žerotína. Později  byl katolizován a v roce 1784 k němu byla přistavěna katolická fara.

## Popis kostela

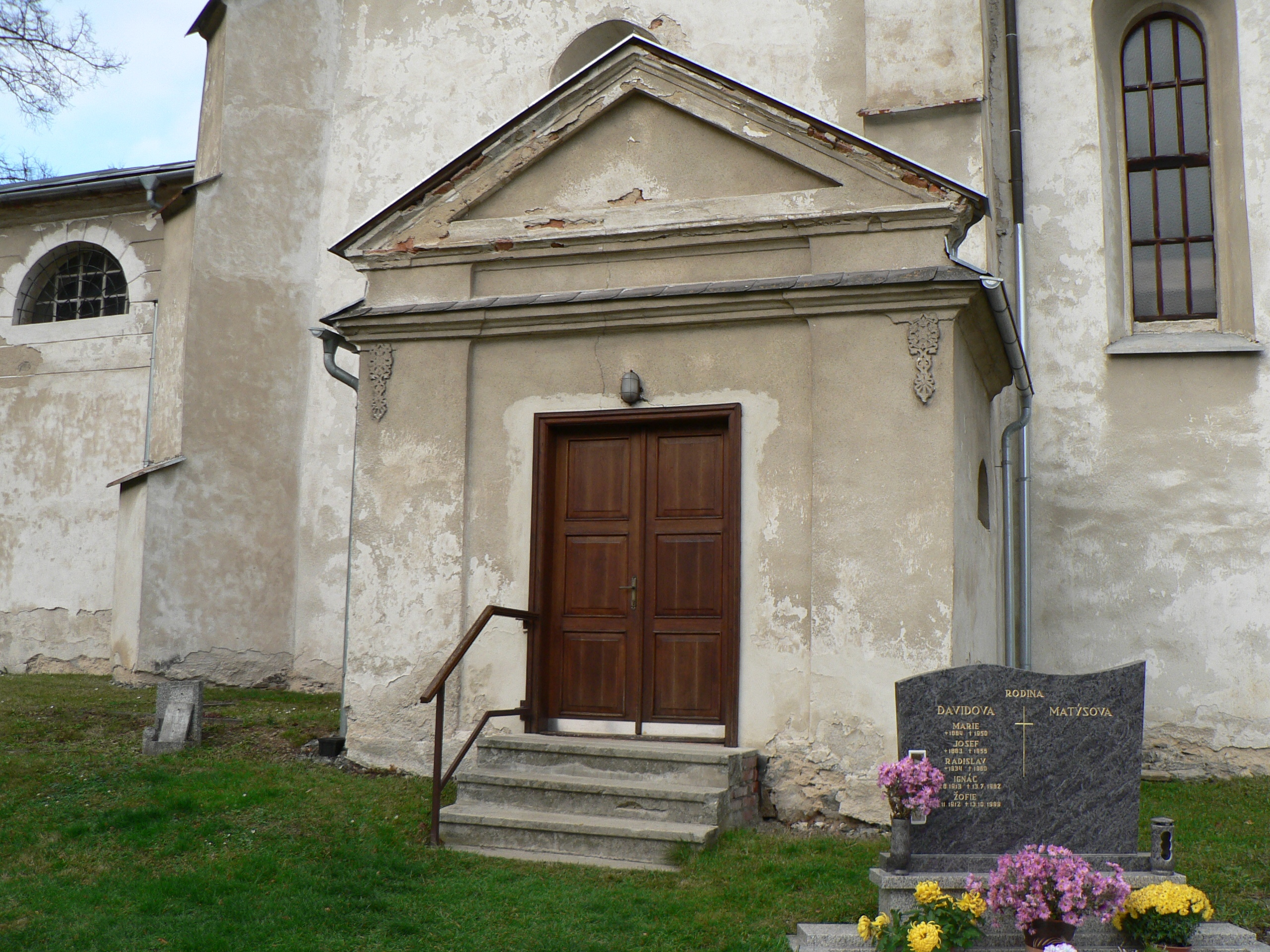
Empírová předsíň kostela

### Exteriér
Kostel je situován uprostřed hřbitova obehnaného bíle omítnutou ohradní zdí, která je ze strany hlavního vstupu tvořeného kovovou mřížovou bránou  zdobena okrovými lizénovými rámy. 

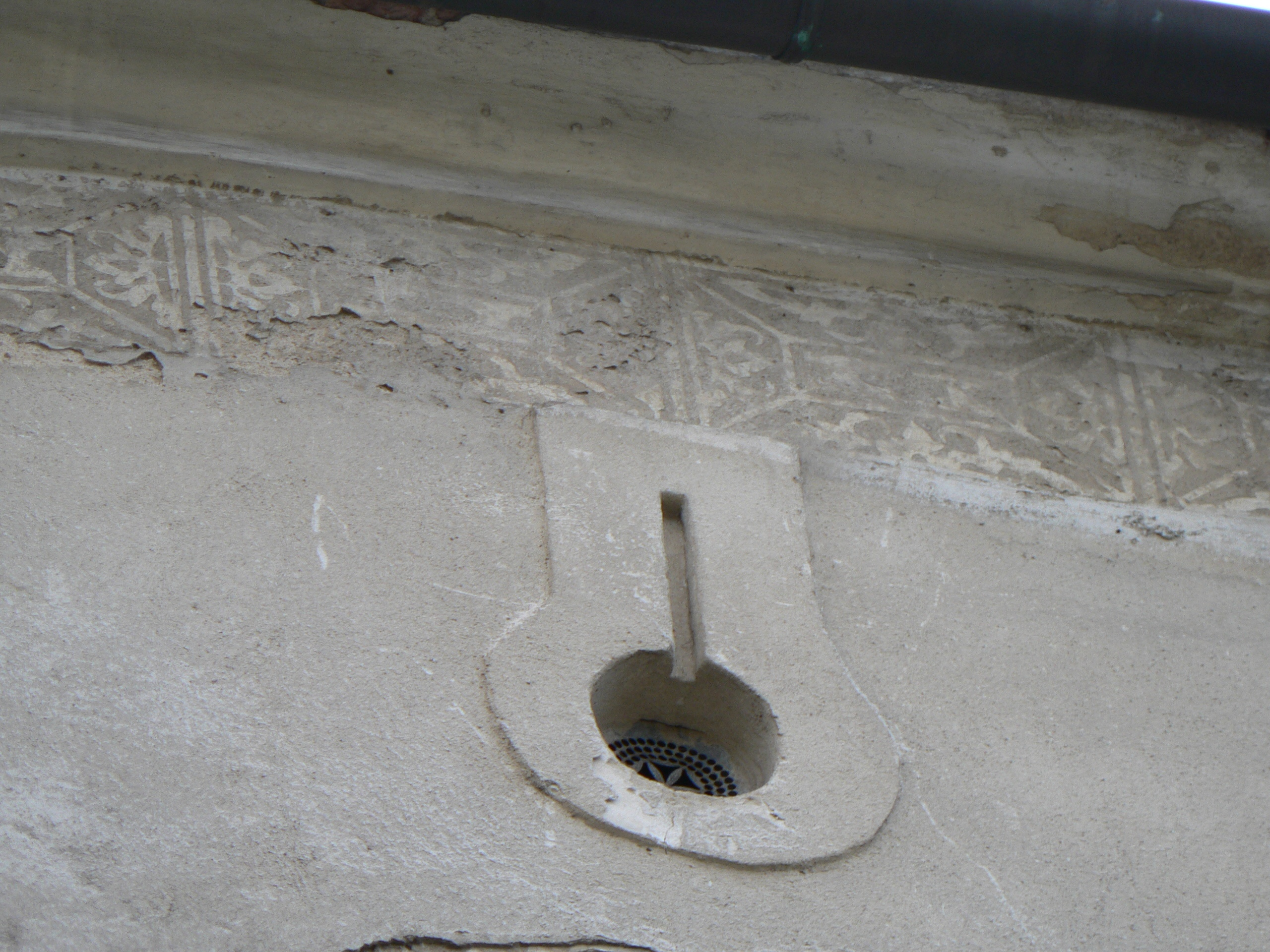
pás sgrafitových psaníček a štuková střílna

Kostel je jednolodní s polygonálním závěrem a osmibokou věží nad střešním hřebenem lodi. Klenba je zvenku jištěná dvakrát odstupněnými opěrnými pilíři. Ve vnější fasádě nad okny jsou střílny, pod římsou je po celé délce lemován pásem značně poškozených sgrafit.  Stavba kostela je značně rustikální, velmi podobná již zaniklým kostelům v Rapotíně (1519) a Petrově nad Desnou (1524).  K západnímu průčelí  přiléhá  velká předsíň, na severní straně u kněžiště je přístavek sakristie s pultovou střechou. V roce 1833 byla na boční straně lodi  směrem k hlavní bráně přistavěna malá empírová předsíň. Střecha kostela je sedlová s volskými oky, na kratších stranách zvalbená. Věžička s bání je zakončena biskupským křížem. Střecha i věž jsou pokryty břidlicovými taškami.   

### Interiér
Kostel je zaklenut žebrovými křížovými klenbami.
 Dřevěná kruchta je po bocích protažena do typických luteránských tribun. Zábradlí na západní straně  tvoří dřevěná kuželková balustráda.  Obraz nad oltářem byl zakoupen r. 1800 od akademického malíře  Ondřeje Schmiedta z Rakouska. 